# Eric Parsons
Eric George Parsons (født 9. november 1923, død 7. februar 2011) var en engelsk fodboldspiller (angriber).
Parsons spillede i løbet af karrieren for de tre London-klubber West Ham United, Chelsea og Brentford. Han spillede mere end 100 ligakampe for alle tre klubber, og var hos Chelsea med til at vinde det engelske mesterskab i 1955, klubbens første mesterskab nogensinde. Han sluttede karrieren af hos Dover

## Titler
Engelsk mesterskab
- 1955 med Chelsea